# Battaglia di Golymin
La battaglia di Golymin venne combattuta il 26 dicembre 1806, durante le Guerre Napoleoniche, presso Gołymin, Polonia, tra circa 17000 soldati russi e 28 cannoni comandati dal principe Dmitrij Vladimirovič Golicyn e 38000 soldati francesi sotto la guida del maresciallo Gioacchino Murat. La battaglia avvenne nello stesso giorno della battaglia di Pułtusk.

## Contesto strategico
Dopo aver sconfitto l'esercito prussiano nell'autunno del 1806, Napoleone entrò nella parte prussiana della Polonia per affrontare l'esercito russo, che si preparava a sostenere i prussiani fino alla loro improvvisa sconfitta. Attraversando il fiume Vistola, l'avanguardia francese prese Varsavia il 28 novembre 1806.
L'esercito russo era sotto il comando del feldmaresciallo Michail Fedotovič Kamenskij, anziano e pieno di acciacchi. La prima armata russa contava tra i 55 000 e i 68 000 uomini, ed era comandata dal Conte Bennigsen, e stava tornando sui suoi passi dalla Vistola verso il fiume Ukra, al fine di congiungersi con la seconda armata, forte di circa 37 000 uomini, guidata Buxhoeveden. Questa, proveniente dalla Russia, era in marcia ma distava ancora circa 15 giorni di marcia della prima armata. Tuttavia, rendendosi conto di aver commesso un errore nel consentire ai francesi di attraversare la Vistola, Kamensky avanzò all'inizio di dicembre per cercare di riconquistare la linea del fiume. Forze francesi, nel frattempo, avevano attraversato il fiume Bug a Modlin il 10 dicembre, e il corpo prussiano comandato da L'Estocq non riuscì a riprendere Thorn. Ciò indusse Bennigsen, l'11 dicembre, a diramare l'ordine di ripiegare e tenere la linea del fiume Ukra.
Quando questo fu riferito a Napoleone, egli dedusse che i russi erano in piena ritirata, perciò ordinò alle forze al comando di Murat (il 3º corpo di Davout, il 7° Augereau ed il 5° di Lannes, e il 1º Corpo di Cavalleria di riserva) di proseguire verso Pułtusk, mentre Ney, Bernadotte, e Bessières (con rispettivamente il 6º, 1º e 2º corpo di cavalleria di riserva) furono incaricati di aggirare la destra russa, e Soult con il 4º corpo fu incaricato di tenere collegate le due ali dell'esercito.
Kamensky ordinò d'invertire la marcia e di avanzare, quindi, per appoggiare le truppe sul fiume Ukra. Per questo motivo, i francesi ebbero difficoltà nell'attraversamento del fiume e furono fermati fino a quando Davout ebbe forzato un crocevia in prossimità della congiunzione tra l'Ukra e il Bug il 22 dicembre.
Il 23 dicembre, dopo uno scontro presso Soldau con il 1º corpo di Bernadotte, i prussiani comandati da L'Estocq vennero respinti verso nord in direzione di Königsberg. Kamensky, rendendosi conto del pericolo, ordinò la ritirata verso Ostrołęka. Bennigsen decise di disobbedire e di resistere sulle sue posizioni. Il 26 dicembre si ebbe lo scontro a Pułtusk. Egli aveva a disposizione la 2ª divisione di Osterman-Tolstoj la 6a di Sedmaratzki, parte della 4ª (Golicyn) e della 3ª Osten-Sacken divisione.
A nord-ovest, la maggior parte della 4ª divisione comandata dal generale Golicyn e la 5ª divisione del generale Dochturov stavano arretrando verso Ostrolenka attraverso la città di Gołymin.